# Rudolf von Eschwege (Jagdflieger)

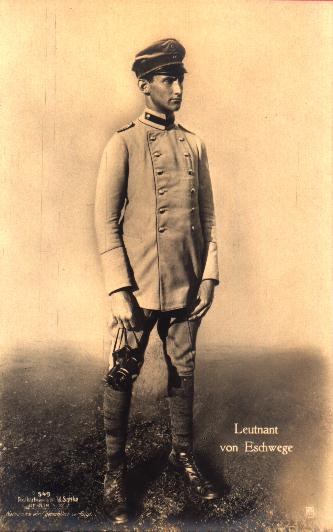
Rudolf von Eschwege

Reinhard Ernst Rudolph von Eschwege (* 27. Februar 1895 in Bad Homburg vor der Höhe; † 21. November 1917 bei Orljak, Mazedonien) war ein deutscher Jagdflieger im Ersten Weltkrieg.

## Leben

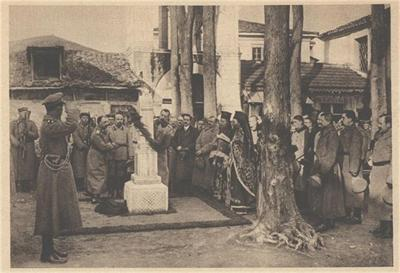
Denkmal für Rudolf von Eschwege

Er stammte aus dem hessischen Uradelsgeschlecht von Eschwege und war der Sohn aus der ersten Ehe des Wiesenbaulehrers Wilhelm von Eschwege (1864–1920) und der aus der englischen Grafschaft Lancashire stammenden Luise Thomas (1869–1949). Die Ehe seiner Eltern wurde 1910 geschieden. Daraufhin heiratete sein Vater 1913 Therese Maa aus Böhmen. Aus der Ehe ging ein weiteres Kind hervor, der 1916 geborene Wilhelm, der später als Veterinärmediziner tätig war. Auch die Mutter heiratete erneut, am 10. Februar 1916, und zwar den Münchner Maler und Fachlehrer für kunstgewerbliches Zeichnen, Bruno von Wahl.
Rudolf von Eschwege wuchs zunächst in Homburg vor der Höhe mit der älteren Schwester Agnes (1893–1971) bei den Großeltern Thomas auf, später zog die Mutter mit den Kindern nach Freiburg. Dort besuchte Rudolf das Realgymnasium (heute: Kepler-Gymnasium). Nach Abschluss seiner Schulzeit trat er als Kavallerist in den Militärdienst. Er meldete sich 1915 zur Fliegertruppe. Im August wurde er als Flugzeugführer zur Feldfliegerabteilung 36 an die Westfront versetzt. 1916 hatte er bereits zwei Luftsiege erzielt, als er zur Feldfliegerabteilung 66 an die Front in Mazedonien geschickt wurde. Erneut bei der Feldfliegerabteilung 30 machte er sich 1917 bei den deutschen und bulgarischen Soldaten als „Adler der Ägäis“ einen Namen, als er weitere 18 Luftsiege errang und es so trotz einer Malaria-Erkrankung auf insgesamt 20 Luftsiege brachte. Am 21. November 1917 attackierte Rudolf von Eschwege einen britischen Fesselballon. Als Eschwege das Ziel anvisierte, zündete die Bodenmannschaft der No. 17 Balloon Section des RFC eine 250 kg schwere Sprengladung im Ballonkorb, die Eschweges Halberstadt-Jagdeinsitzer in der Luft zerfetzte.
Die Briten bestatteten von Eschwege mit militärischen Ehren und warfen Fotografien seines Grabes über dem deutschen Flugplatz in Drama ab. In einem Beileidsschreiben hieß es: „An das bulgarisch-deutsche Fliegerkorps in Drama. Die Offiziere des Königl. Fliegerkorps bedauern festzustellen, dass Leutnant Rudolf von Eschwege getötet wurde, während er den Fesselballon angriff. Seine Privatsachen werden in den nächsten Tagen über die Linien geworfen.“
Von bulgarischer Seite wurde dort ein Denkmal für den gefallenen Flieger errichtet.

## Auszeichnungen
- Orden vom Zähringer Löwen: 20. Juni 1915
- Bulgarischer Militärorden für Tapferkeit I. Klasse: 4. April 1917
- Militär-St.-Heinrichs-Orden: 8. Juli 1917

Für den Pour le Mérite war er bereits vorgeschlagen, dieser konnte aber aufgrund seines Todes nicht mehr verliehen werden.